# Comté de Falls
Le comté de Falls, en anglais : Falls County, est un comté situé dans l'État du Texas aux États-Unis. Il est nommé d'après les chutes d'eau sur le fleuve Brazos. Le siège du comté est Marlin. Selon le recensement des États-Unis de 2020, sa population est de 16 968 habitants. 
Le comté a une superficie de 2 004 km2, dont 1 992 km2 en surfaces terrestres.

## Démographie
| Groupes           | Comté de Falls | Texas | États-Unis |
| ----------------- | -------------- | ----- | ---------- |
| Blancs            | 60,6           | 70,4  | 72,4       |
| Afro-Américains   | 25,3           | 11,9  | 12,6       |
| Autres            | 11,3           | 10,6  | 6,4        |
| Métis             | 1,9            | 2,5   | 2,7        |
| Amérindiens       | 0,6            | 0,7   | 0,9        |
| Asiatiques        | 0,3            | 3,8   | 4,8        |
| Total             | 100            | 100   | 100        |
|                   |                |       |            |
| Latino-Américains | 20,8           | 37,6  | 16,7       |